# Furness Bermuda Line
Die Furness Bermuda Line war eine britische Reederei.

## Geschichte

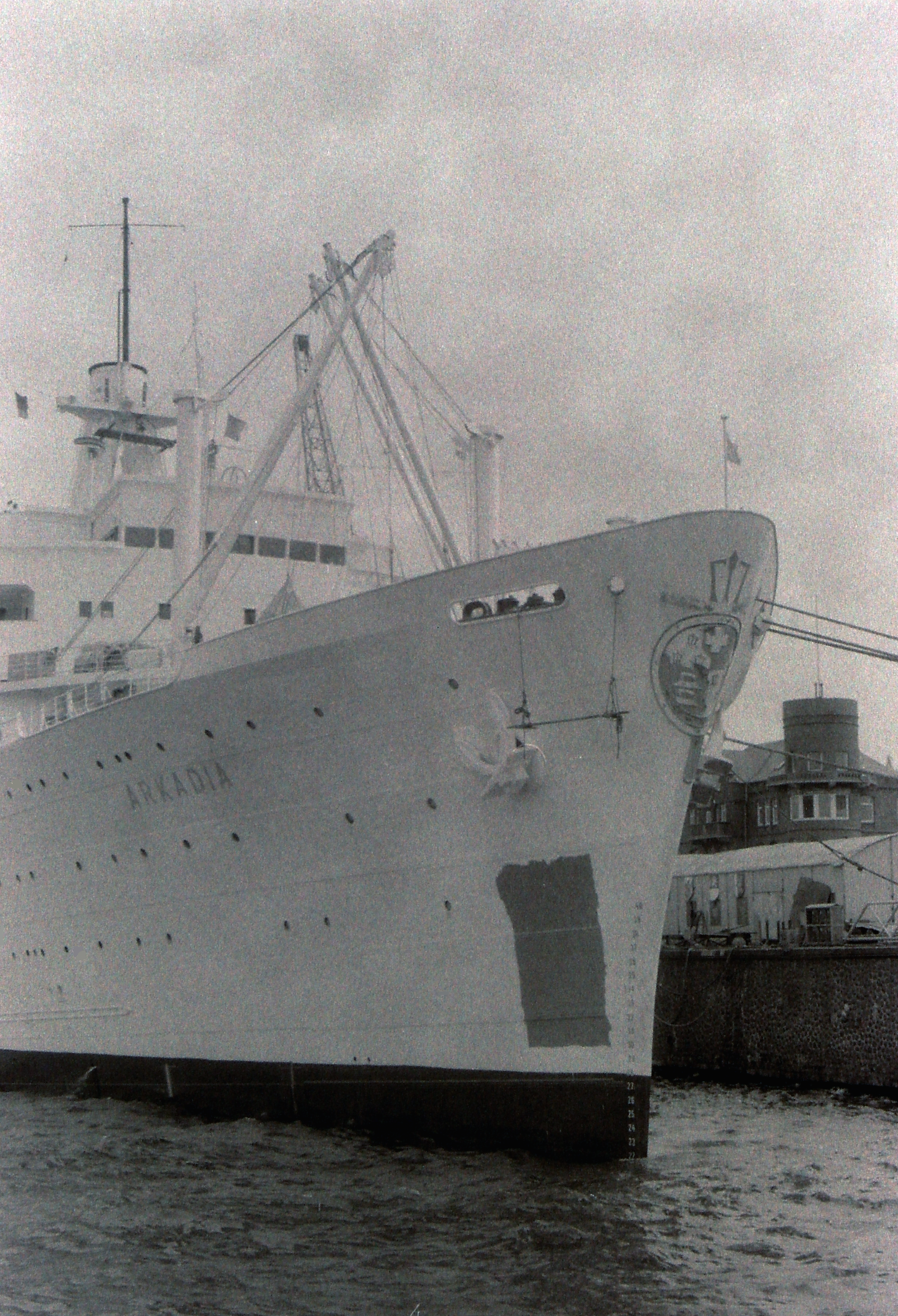
Die Arkadia 1965 in Hamburg

Gegründet wurde die Furness Bermuda Line 1919 als Tochterunternehmen der Reederei Furness, Withy & Co., nachdem diese einen Vertrag zum Aufbau eines Postdienstes zwischen New York und den Bermudas gewonnen hatte. Sie führte damit einen seit 1873 unterhaltenen Dienst der Quebec Steamship Company fort. Bis zum Zweiten Weltkrieg wuchs der Postdienst, woraufhin zwei großzügig eingerichtete Passagierdampfer, Monarch of Bermuda und Queen of Bermuda bei Vickers Armstrongs bestellt wurden. Beide Schiffe wurden auf  3-wöchigen Vergnügungsreisen von New York nach Bermuda eingesetzt und genossen auf dieser Route einen ausgezeichneten Ruf, was sich im Spitznamen "the millionaires ships" (engl. die Millionärs-Schiffe) niederschlug.
Bei Ausbruch des Zweiten Weltkriegs im Jahre 1939 wurden beide Luxusdampfer für den Kriegseinsatz eingezogen. Die Monarch of Bermuda diente als Truppentransporter, während die Queen of Bermuda zunächst als bewaffneter Handelskreuzer und erst später ebenfalls als Truppentransporter eingesetzt wurde. Die Monarch of Bermuda brannte während des Kriegs aus und diente nach einer Reparatur als Emigrantenschiff New Australia und später als Linienpassagierschiff Arkadia.
Die Queen of Bermuda wurde 1947 wieder in den Vorkriegsdienst eingegliedert und 1961 modernisiert. 1966 wurde der Betrieb der inzwischen nicht mehr lukrativen Furness Bermuda Line beendet und das verbliebene Schiff zum Abbruch in Faslane verkauft.